# Transkodierung
Transkodierung ist das Umwandeln eines digitalen Datenformates in ein anderes.
Im einfachsten Fall kann dies die Umwandlung der Zeichenkodierung sein, (z. B. UTF-8 in ISO/IEC 8859). Besonders häufig wird der Begriff bei der Umwandlung digitaler Audio- oder Videoformate verwendet.
Typischerweise erfolgt eine solche Umwandlung, wenn ein Zielgerät oder der Arbeitsablauf das Ausgangsformat nicht unterstützt, die Speicherkapazität eine Reduzierung der Dateigröße verlangt oder inkompatible oder veraltete Daten in einem besser unterstützten modernen Format dargestellt werden sollen.
Der Begriff Rekodierung wird verwendet, wenn Quell- und Zielformat identisch sind und nur Eigenschaften des Medienobjekts verändert werden. Beispielsweise wenn der Inhalt einer Video-DVD (etwa MPEG-2) in Auflösung und Bildwiederholrate nur verkleinert wird, um Speicherplatz zu sparen. Das Format des Medienobjekts bleibt dabei identisch.

## Software für die Transkodierung von Audio- und Videoformaten (Auswahl)
Nachfolgende Beispiele sind entweder ausschließlich zur Transkodierung entwickelt worden, oder unterstützen diese im Rahmen des umfassenderen Funktionsumfanges.
- Avidemux (Audio/Video)
- Any Video Converter (Audio/Video)
- DVD Shrink (Audio/Video)
- FFmpeg (Audio/Video)
- Freemake Video Converter (Video)
- GX::Transcoder (Audio/Video)
- HandBrake (Video)
- MediaCoder (Audio/Video)
- MEncoder vom MPlayer (Video)
- MPEG Streamclip (Video)
- QuickTime Pro (Video)
- Transcode – Kommandozeilenprogramm für Linux[3]
- VirtualDub
- VLC media player (Audio/Video)

## Hardware für die Transkodierung von Videoformaten (Auswahl)
- Geräte zur Wandlung [PAL]-kodierter Farbfernshsignale nach SECAM und umgekehrt
- Der Mikroprozessor, mit welchem die Videoschnitt- und TV-Karten der Firma Vidac bestückt sind
- Mit der Einführung von Nvidia CUDA ab der Geforce 8 kann die GPU das Transkodieren mittels der Software Badaboom übernehmen, ohne die CPU zu belasten.[4]